# Église Saint-Mansuy de Fontenoy-le-Château
Pour les articles homonymes, voir Mansuy.
L'église Saint-Mansuy de Fontenoy-le-Château est un édifice catholique de style gothique flamboyant (XVe et XVIe siècles). Elle fait l’objet d’un classement au titre des monuments historiques depuis le 28 juillet 1922.

## L'église primitive

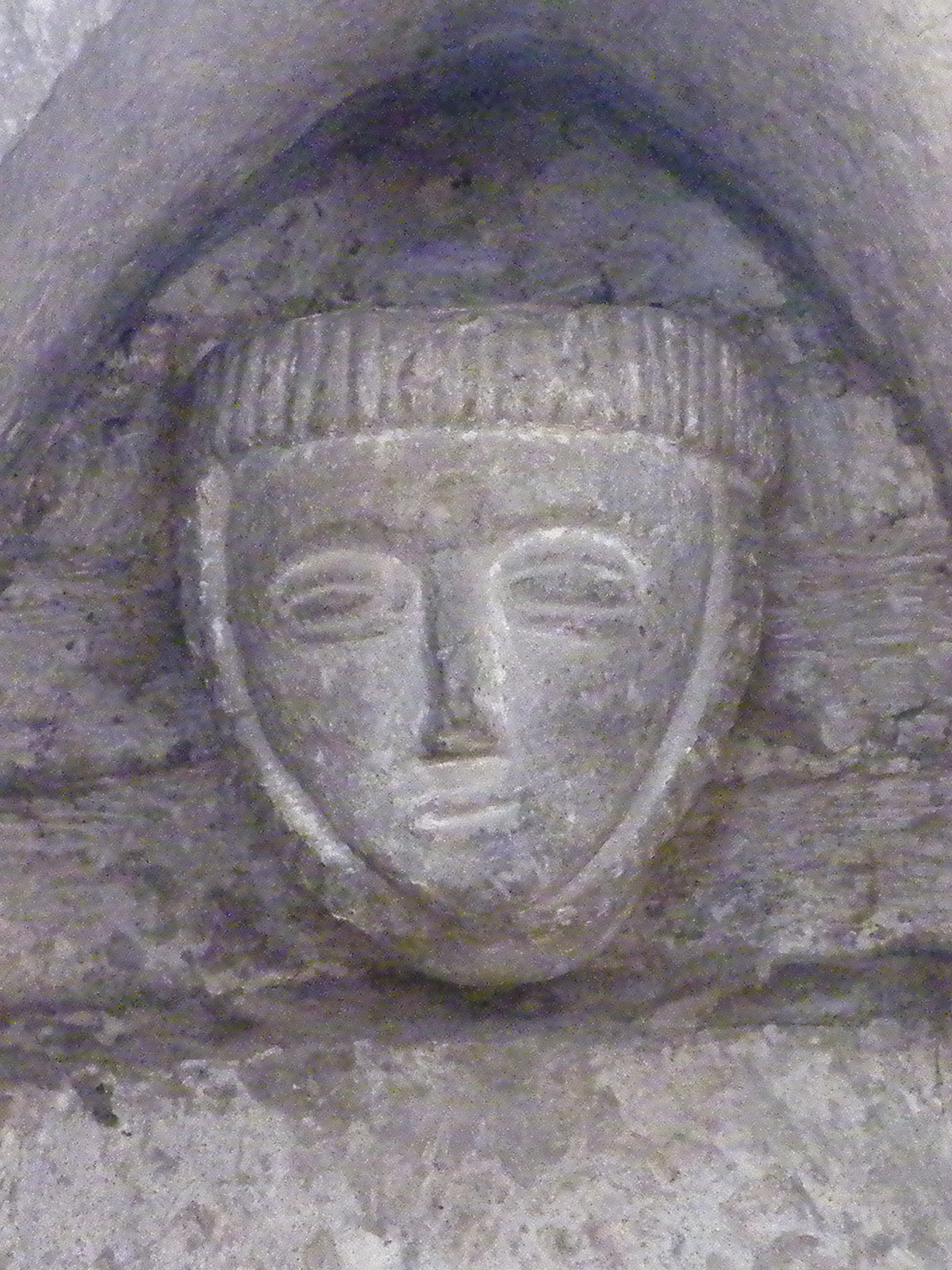
Vestige roman.

L'église primitive, datant de 1111, sur l'emplacement de laquelle a été rebâti l'actuel édifice, fut placée sous le vocable de Mansuy de Toul et marquait ainsi l'appartenance de Fontenoy-le-Château au comté ecclésiastique  de Toul. Un prieuré bénédictin dépendant de la grande abbaye Saint-Mansuy de Toul de Saint-Mansuy-lès-Toul fut bâti à la même période que l'église. Il n'en reste qu'une salle voûtée soutenue par deux colonnes romanes et le nom de Priolè ou Priolet que porte cette partie du coteau. De l'église romane, il ne resterait que les fondations où furent trouvés à la fin du XIXe siècle :

« … le pavé de l'ancienne église ; puis au milieu des décombres qui remplissaient l'espace compris entre ce pavé et le nouveau, on constata la présence de trois ou même quatre rangs de cercueils étagés les uns au-dessus des autres… »

Monsieur l'abbé Hanus écrivait en 1975, dans sa plaquette à l'usage des visiteurs, au sujet de l'emplacement de l'église romane :

« Des présomptions pour qu'elle ait été ici même, mais à un niveau inférieur : piscine surbaissée au niveau du confessionnal, fenêtre en plein cintre, logement actuel de la statue de saint Étienne. »

## L'églisegothique

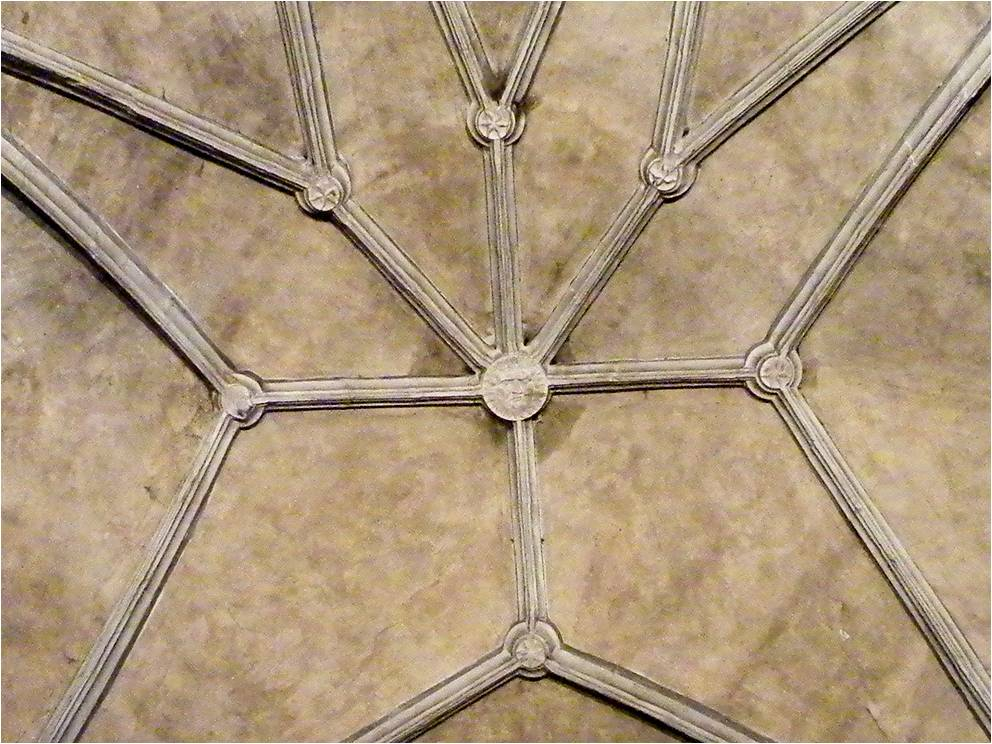
Voûte du chœur.

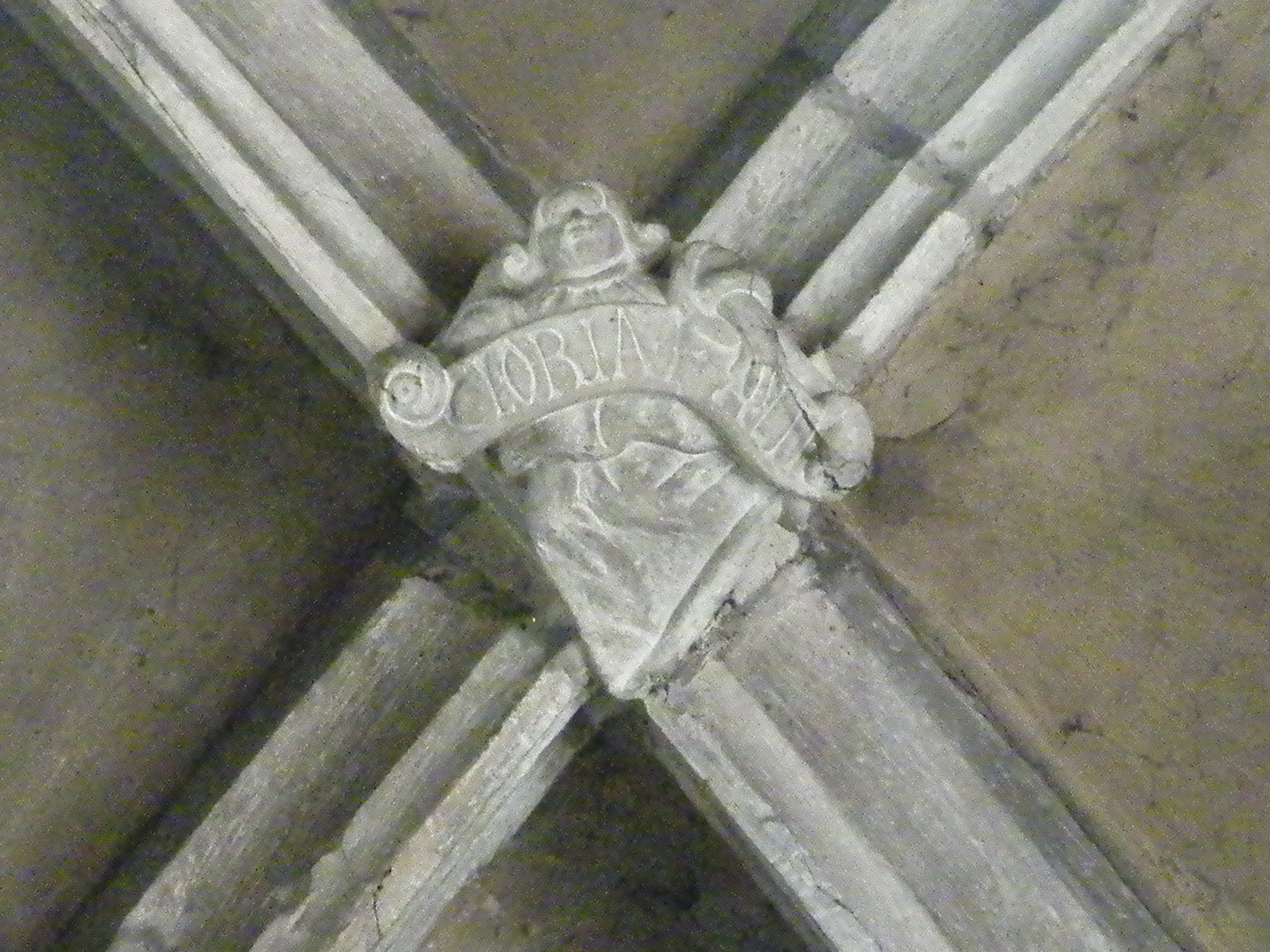
Clé de voûte Gloria in altis.

C’est  sous la famille de Neufchâtel, période faste et prospère pour la cité, qu’est rebâtie l’église Saint-Mansuy, dans le style gothique flamboyant de la seconde moitié du XVe siècle. Les clés de voûte anthropomorphes du chœur représentent le soleil et la lune, sans doute à l’effigie de Jean II de Neufchâtel (fin 1417-1489) et de son épouse Marguerite de Castro (+ av. 1479).
À la même période, le frère aîné de Jean de Neufchâtel, Thibaut IX de Neufchâtel (1417-1469), fait construire à Châtel-sur-Moselle l'église Saint-Laurent qui a beaucoup de ressemblance avec celle de Fontenoy.
L’intérieur de l’édifice est clair et lumineux, éclairé par une double rangée de fenêtres, l'une éclairant les bas-côtés, l'autre la nef. Le chœur prend la lumière de trois hautes fenêtres à remplage décorées de vitraux de la fin du XIXe siècle.
L'église compte une nef à trois travées soutenues par six piliers, les deux piliers engagés dans la tour sont d'un plus fort diamètre, ils devaient faire partie du soubassement de l'ancien clocher. Les arcades des voûtes des bas-côtés sont supportées par des piliers de moindre diamètre engagés dans les murs. Les voûtes et les croisées d'ogive richement nervurées présentent de jolis exemples de formerets de liernes ou de tiercerons.
À l'extérieur, l'abside est renforcée par des contreforts cylindriques, assez rares sur une construction du XVe siècle. Certains contreforts sont surmontés de gargouilles pour l'évacuation des eaux pluviales.

## L'église Renaissance

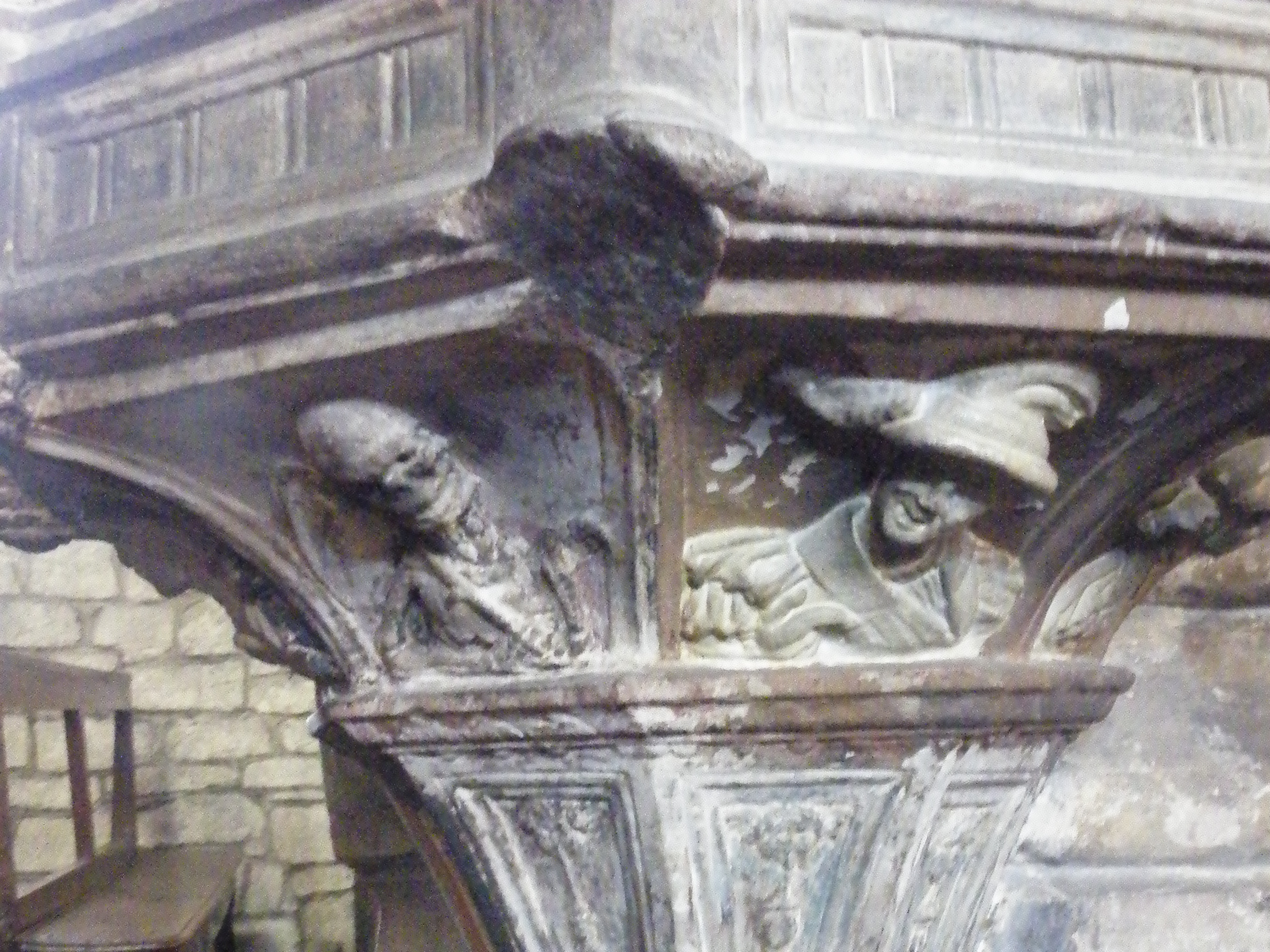
Console supportant la chaire.

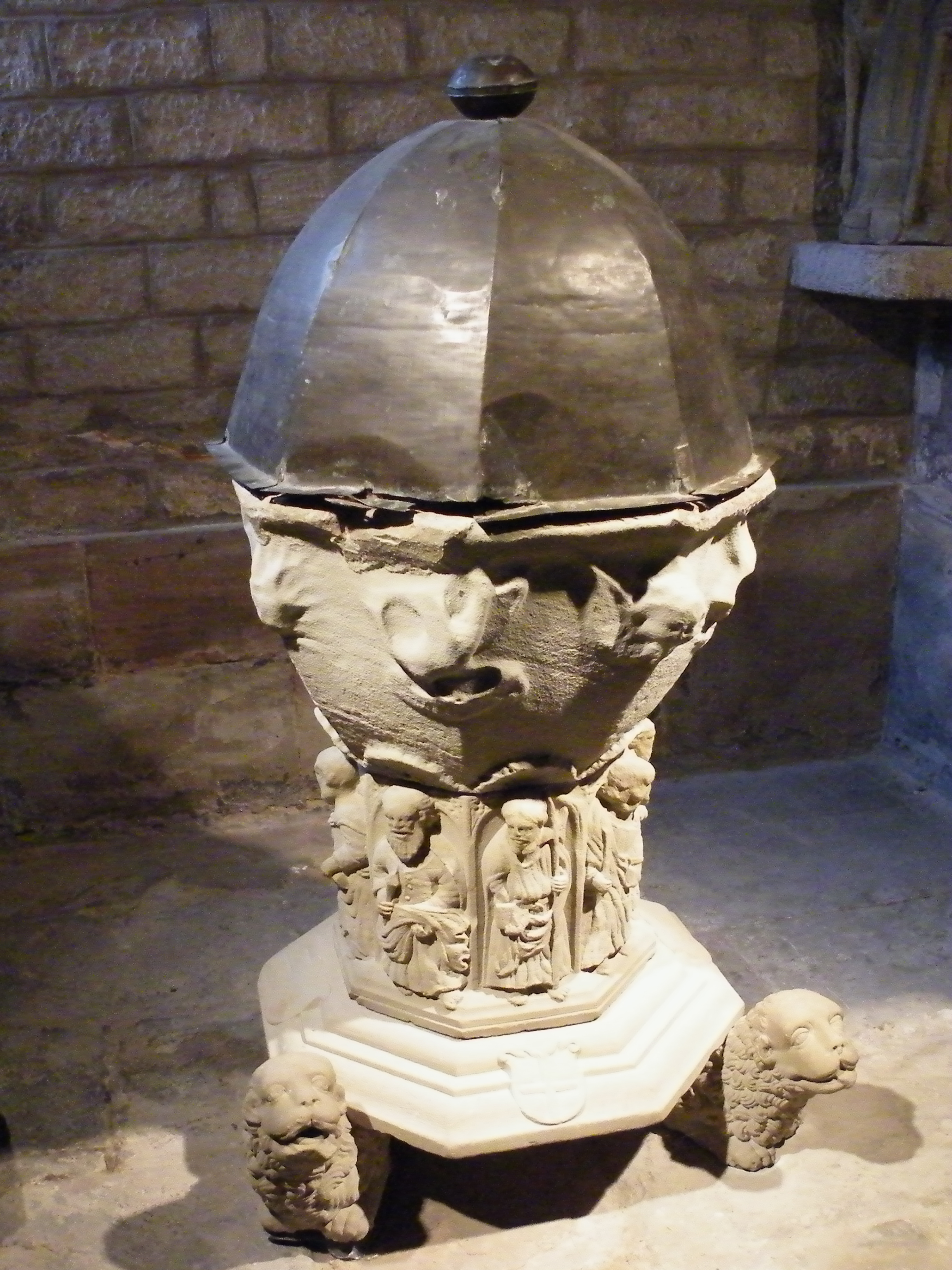
Fonts baptismaux de Diane.

C'est à Louis de Dommartin que l'on attribue les embellissements de l'église à la Renaissance.
Un portail latéral richement sculpté, portant le nom de portail Saint-Pierre, est ouvert sur le flanc sud. Une date est portée en médaillon MVCXXXIX, 1539. Ce portail porte en fronton la sentence « Respice finem », « Pense à la fin » chère aux hommes de la Renaissance.
Pour le baptême de sa fille Diane en 1552, il offrit à l'église de remarquables fonts baptismaux aux armes des Dommartin. Ces fonts baptismaux, dont la cuve octogonale était rongée par la corrosion du sel, utilisé pour les baptêmes depuis cinq siècles, ont fait en 2007 l'objet d'une soigneuse restauration.
À la même époque, l'église se voit dotée d'une belle chaire de pierre, dont les marches sont prises dans le pilier sur lequel elle s'appuie. Les sculptures du socle représentent quatre personnages, deux hommes et deux femmes, et un squelette figurant la mort. La partie supérieure de la chaire est en pierre sculptée de quatre salamandres, symbole de la foi constante, figurant le chrétien vertueux qui ne se laisse pas consumer par le feu de la cupidité et de la luxure. Les salamandres ont hélas été martelées lorsque la chaire fut recouverte de bois et de plâtre au XVIIIe siècle. Cette chaire passe, si l'on excepte la chaire extérieure du cloître de Saint-Dié, pour être une des plus anciennes conservées en Lorraine.

## Les transformations
L'incendie de Fontenoy en août 1635 et les malheurs de la guerre de Trente Ans laissent le bourg et l'église  ruinée et la population décimée. Le toit de grande nef est  en partie effondrée. On trouve néanmoins au pied de la chaire, la dalle funéraire, encore lisible, d'une Élisabeth Jacquot enterrée dans l'église en novembre 1635.
Au fil des archives communales et paroissiales citées par monsieur Louis Olivier dans son manuscrit Notules sur Fontenoy-le-Château, il est possible de suivre les réparations qui permettent la conservation de l'édifice.
Pendant la période révolutionnaire l'église sert de temple dédié au culte de la Déesse Raison. De nombreux éléments sculptés sont martelés, comme le portail Saint-Pierre, ou même complètement détruits comme le tombeau de la princesse Yolande de Ligne (1585-1611).
Le clocher menaçant de s'effondrer, il est remplacé en 1820 par la tour actuelle. Pour ce faire, une carrière de pierre de taille est ouverte au lieu-dit la Fosse-le-loup et permet de conserver aux nouvelles pierres la même couleur que les anciennes ; néanmoins certaines pierres sont retirées du parement du donjon médiéval de l'ancien château. Ce nouveau clocher entraîna la démolition du portail Saint-Mansuy. Quelques vestiges de ce portail sont conservés au musée départemental d'Art ancien et contemporain d'Épinal.
| [ 14 ] |

Le XIXe siècle a fait de Fontenoy un centre important de production de broderie blanche, employant majoritairement des femmes, ce travail fit entrer l'aisance dans les foyers. La générosité des paroissiens permet d'embellir l'église par la pose de vitraux et d'installer un orgue Henri Didier en 1891.  Les brodeuses offrent à l'église des ornements brodés.

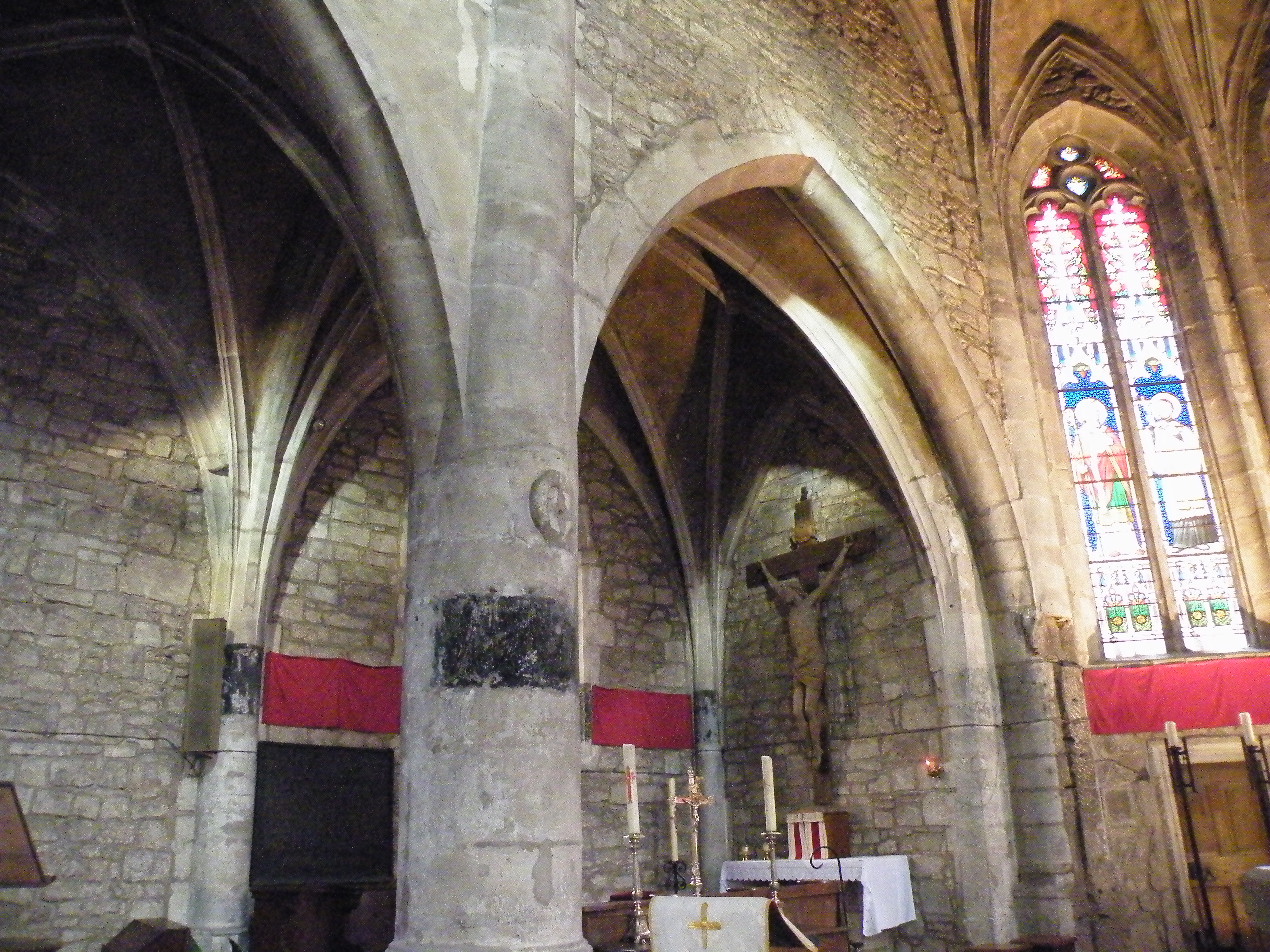
Litre funéraire.

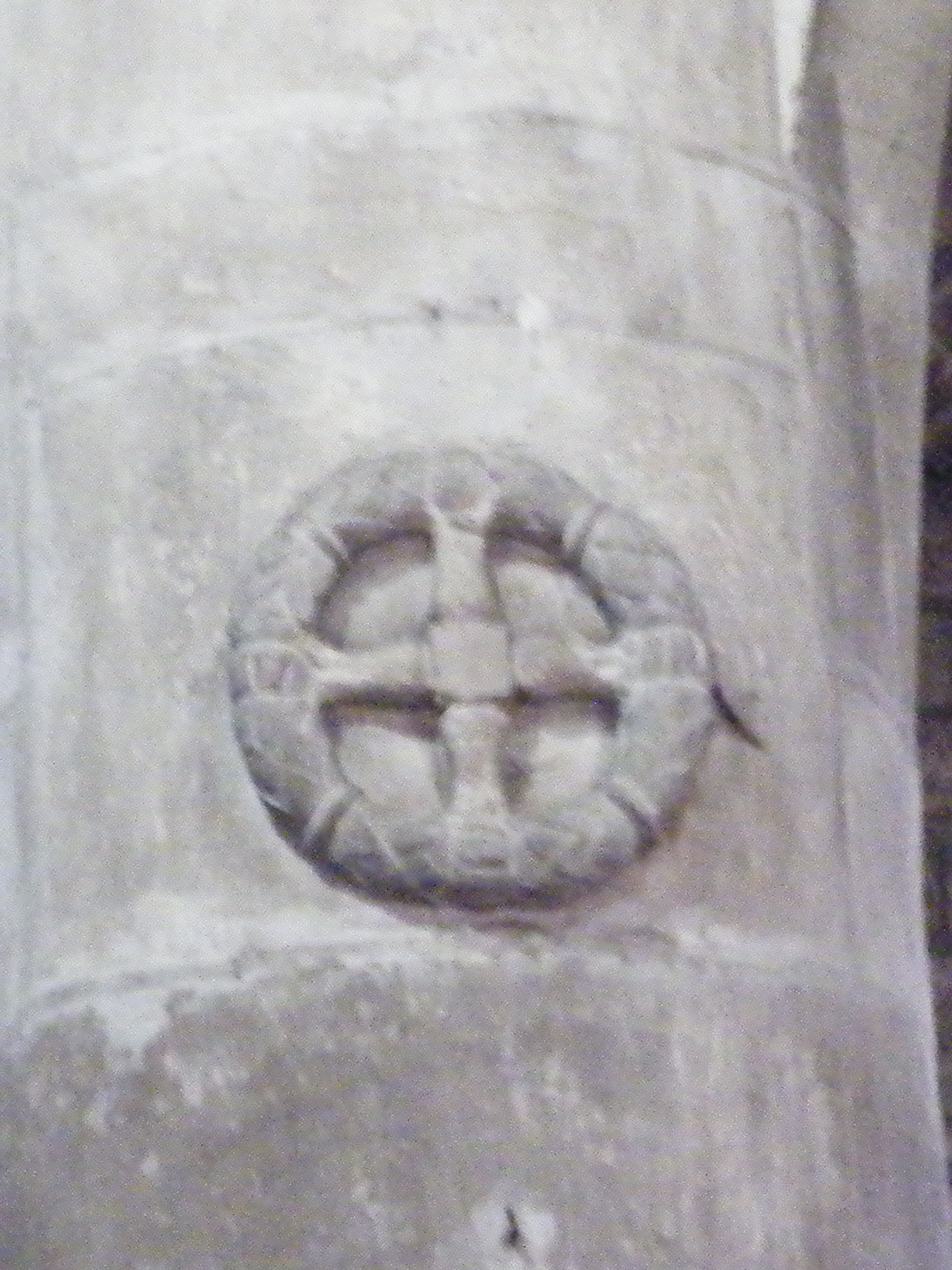
Croix de consécration sur un des piliers de la nef.

Après son classement en 1922, le mauvais état général du bâtiment fait craindre pour la sécurité des fidèles, des pierres tombent de la voûte. Le maire prend un arrêté pour interdire l'accès de l'église. Cette fermeture dure cinq ans, de 1927 à 1932, et permet d'effectuer des travaux de grande ampleur, l'État participe au financement. L'église est rendue au culte pour les fêtes de Pâques 1932.
Dans les années 1960, un nettoyage soigneux des murs et la dépose des vieilles boiseries permettent la mise en valeur des anciennes bandes de peinture noire formant la litre funéraire et la visibilité des croix de consécration subsistantes.

## Sources
- Augustin Calmet,Notice de la Lorraine...,  1745
- Abbé Constant OlivierHistoire de Fontenoy, , Annales de la Société d'émulation du département des Vosges, 1894.
- Louis Olivier, Notules sur Fontenoy-le-Château, manuscrit.
- M. Albiser, Guide illustré de la plaine des Vosges, tome 1, Villes thermales de la Voge, éd. Imprimerie de la Plaine des Vosges, Mirecourt, 1977.
- Isabelle Chave, Florence Daniel-Wieser, Renaissance dans les Vosges, p. 64-65, éd. La Gazette Lorraine, 2012.
- A.V.F juniors, PEP 88, V. André-Durupt, Fontenoy-le-Chastel, Histoire d'un château-fort racontée aux enfants, Pourquoi l'église s'appelle-t-elle Saint'Mansuy ?, éd. AVF, 2015,  (ISBN 9782954489278)

## Notes et références

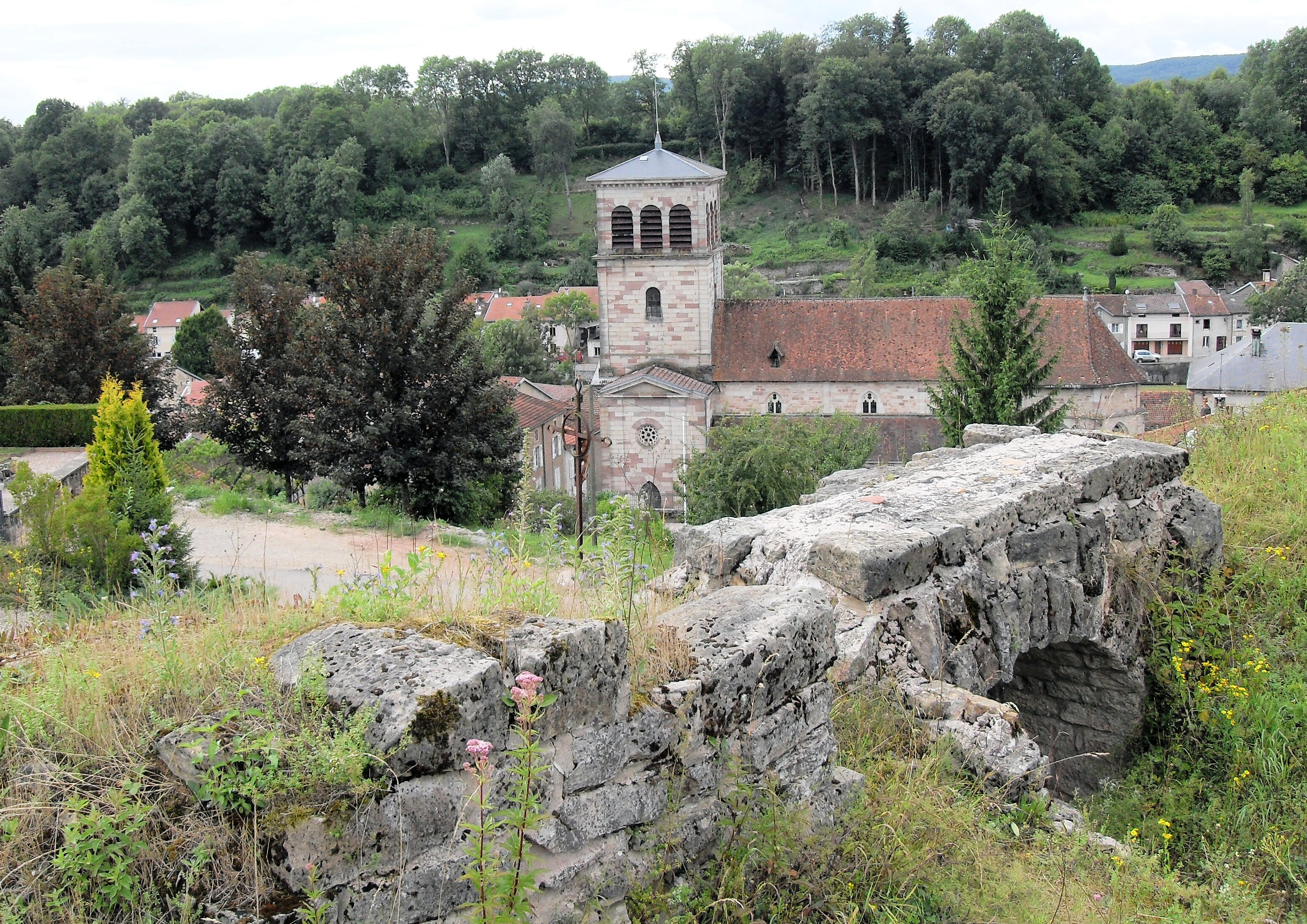
L'église vue des ruines du château.